# Ingleby Greenhow
Ingleby Greenhow – wieś w Anglii, w hrabstwie North Yorkshire, w dystrykcie (unitary authority) North Yorkshire. Leży na granicy parku narodowego North York Moors, 55 km na północ od miasta York i 333 km na północ od Londynu.